# Gouvernement Marraco
 Aragon
Aucun Gómez de las Roces
Le gouvernement Marraco est le gouvernement de l'Aragon entre le 6 juin 1983 et le 3 août 1987, durant la Ire législature des Cortes d'Aragon. Il est présidé par Santiago Marraco.

## Composition
| Fonction                                                        | Titulaire | Titulaire                                                   | Parti |
| --------------------------------------------------------------- | --------- | ----------------------------------------------------------- | ----- |
| Président de la Députation générale                             |           | Santiago Marraco Solana                                     | PSOE  |
| Conseiller à la Présidence et aux Relations institutionnelles   |           | Andrés Cuartero Moreno                                      | PSOE  |
| Conseiller à l'Économie et aux Finances                         |           | José Antonio Biescas Ferrer                                 | PSOE  |
| Conseiller à l'Urbanisme, aux Travaux publics et aux Transports |           | Amador Ortiz Menárguez                                      | Sans  |
| Conseiller à l'Agriculture, à l'Élevage et aux Montagnes        |           | Enrique López Domínguez                                     | PSOE  |
| Conseiller à l'Industrie, au Commerce et au Tourisme            |           | Eulogio Malo Mur (jusqu'au 04/07/1985) Antonio Sierra Pérez | PSOE  |
| Conseiller à la Santé, au Bien-être social et au Travail        |           | Alfredo Arola Blanquet                                      | PSOE  |
| Conseiller à la Culture et à l'Éducation                        |           | José Ramón Bada Panillo                                     | PSOE  |